# 슈타인쿠스쿠스
슈타인쿠스쿠스(Phalanger vestitus)는 쿠스쿠스과에 속하는 유대류의 일종이다. 인도네시아와 파푸아뉴기니에서 발견된다.

## 특징
수컷은 꼬리 길이 30.5~40.4cm를 제외한 몸길이가 32.7~43.7cm이고, 암컷은 꼬리 길이 33.3~38.7cm를 제외한 몸길이가 35.3~45.5cm로 수컷보다 조금 크다. 털 길이와 색깔이 분포 지역에 따라 다소 차이가 난다. 털이 짧고 밝은 갈색과 은색을 띠는 표본부터 산쿠스쿠스와 털 색을 유사한 표분, 비단쿠스쿠스처럼 털이 길고 짙은 갈색을 띠는 표본까지 다양하게 발견된다.

## 생태
해가 진 후와 밤에 특히 활동적이다. 식물, 특히 열매와 잎을 주로 먹지만 곤충이나 새알을 먹기도 한다. 암컷은 한 번에 한 마리의 새끼를 낳는 것을 추정된다.

## 분포 및 서식지
뉴기니섬의 토착종이다. 해발 1,200m와 2,200m 사이의 우림 지역에 분포하고, 서로 멀리 떨어진 4 곳의 분포 지역이 있다.